# Llista de peixos de Moldàvia

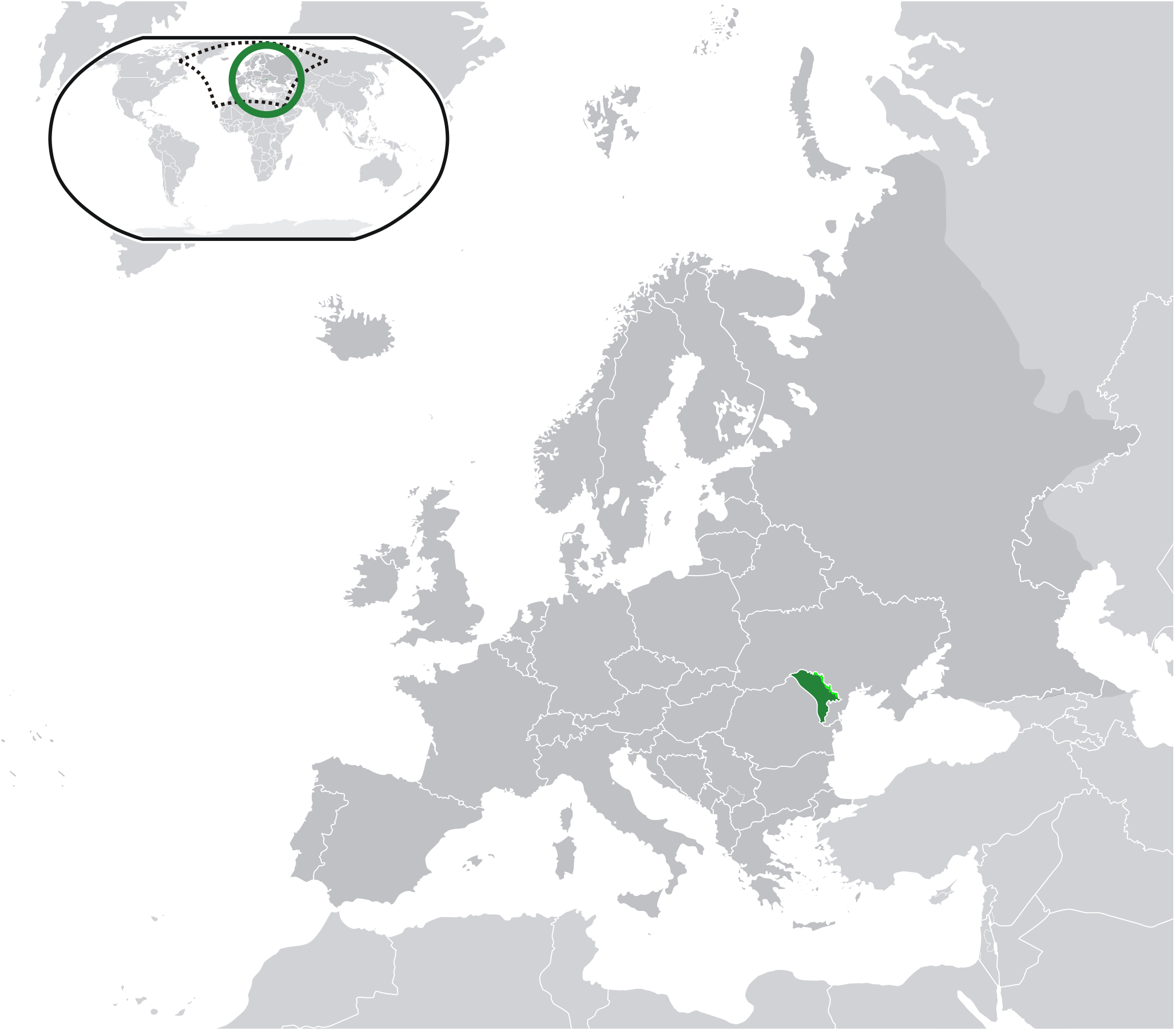
Localització de Moldàvia a Europa

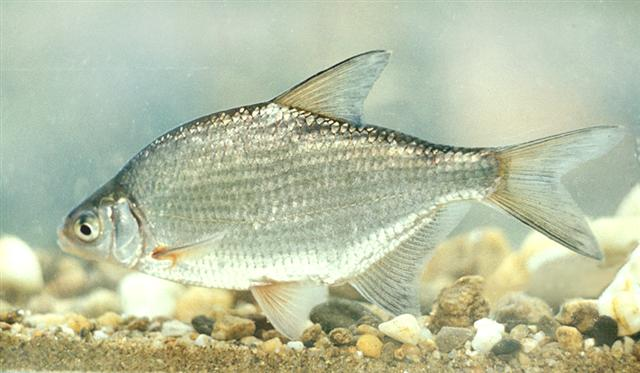
Blicca bjoerkna

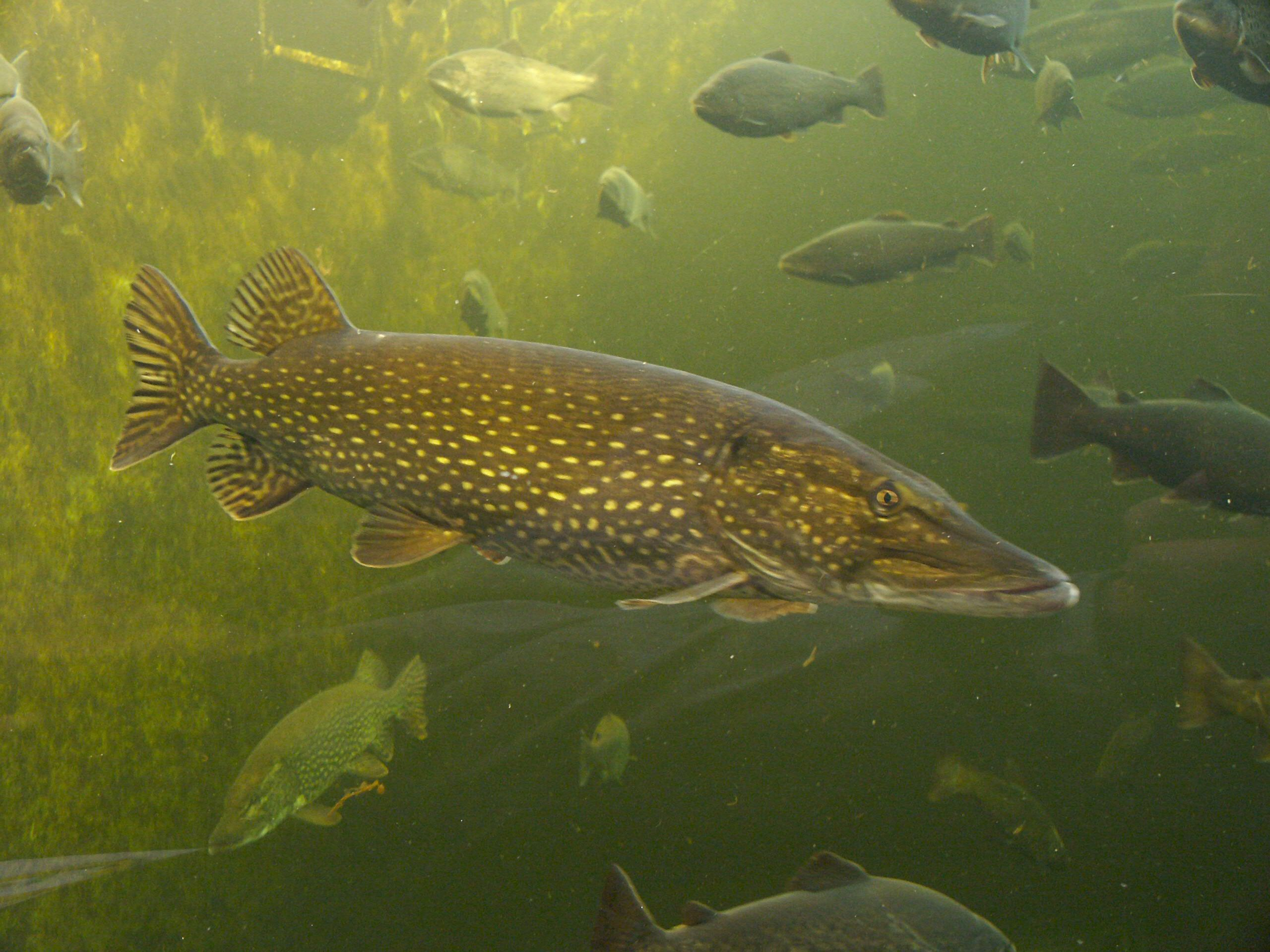
Lluç de riu (Esox lucius)

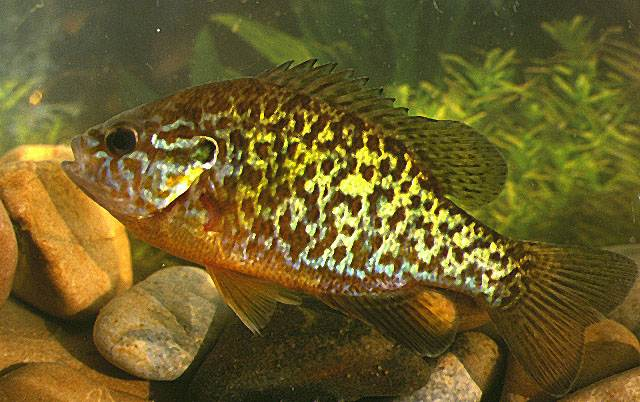
Peix sol (Lepomis gibbosus)

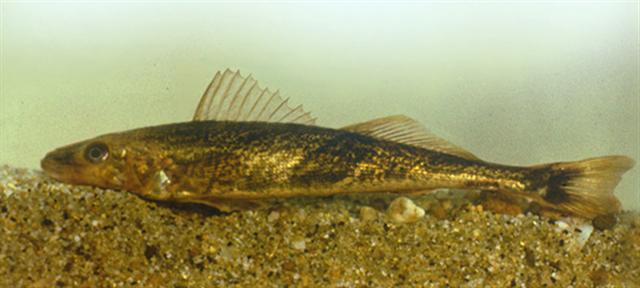
Zingel zingel

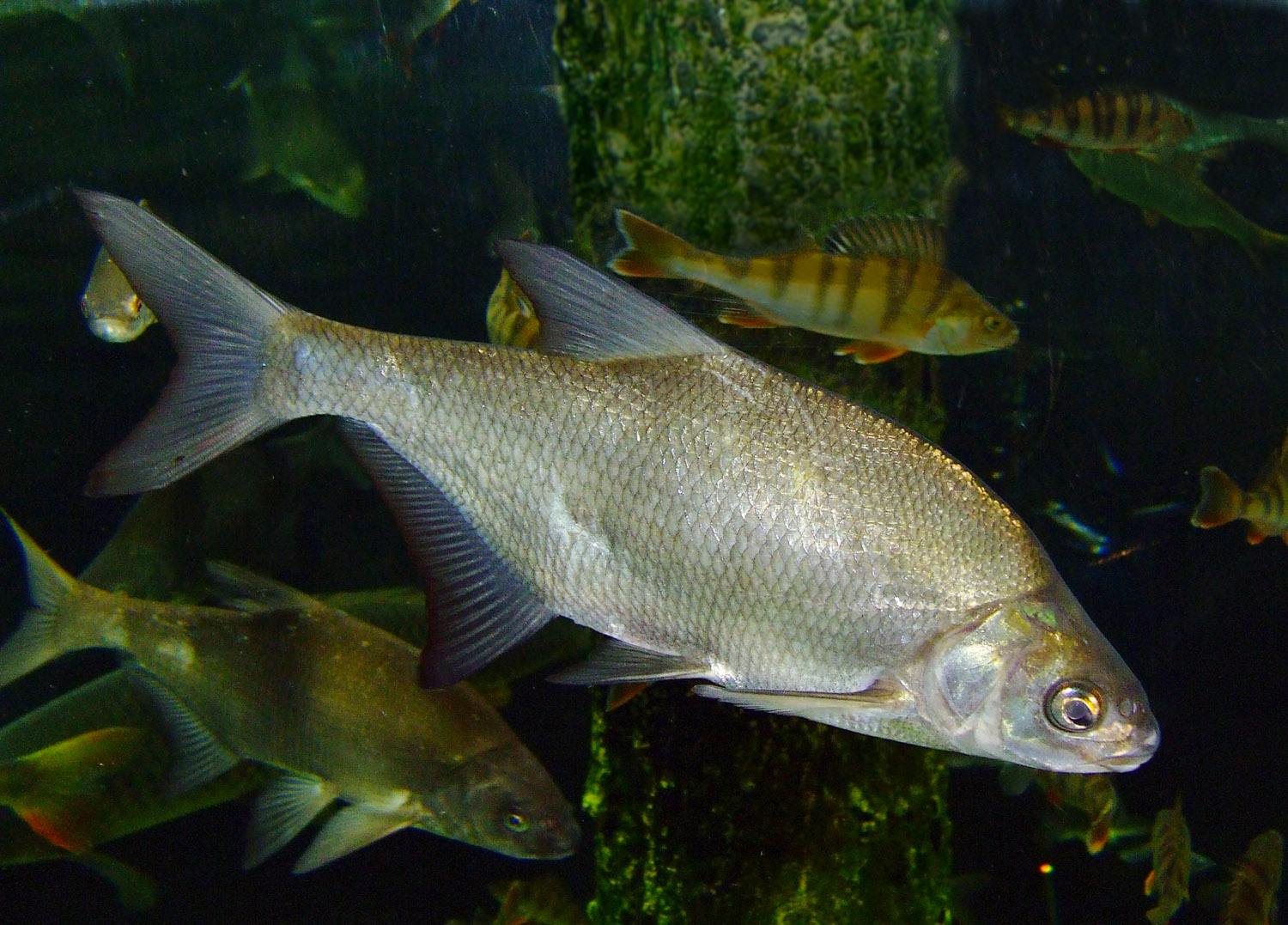
Brema (Abramis brama)

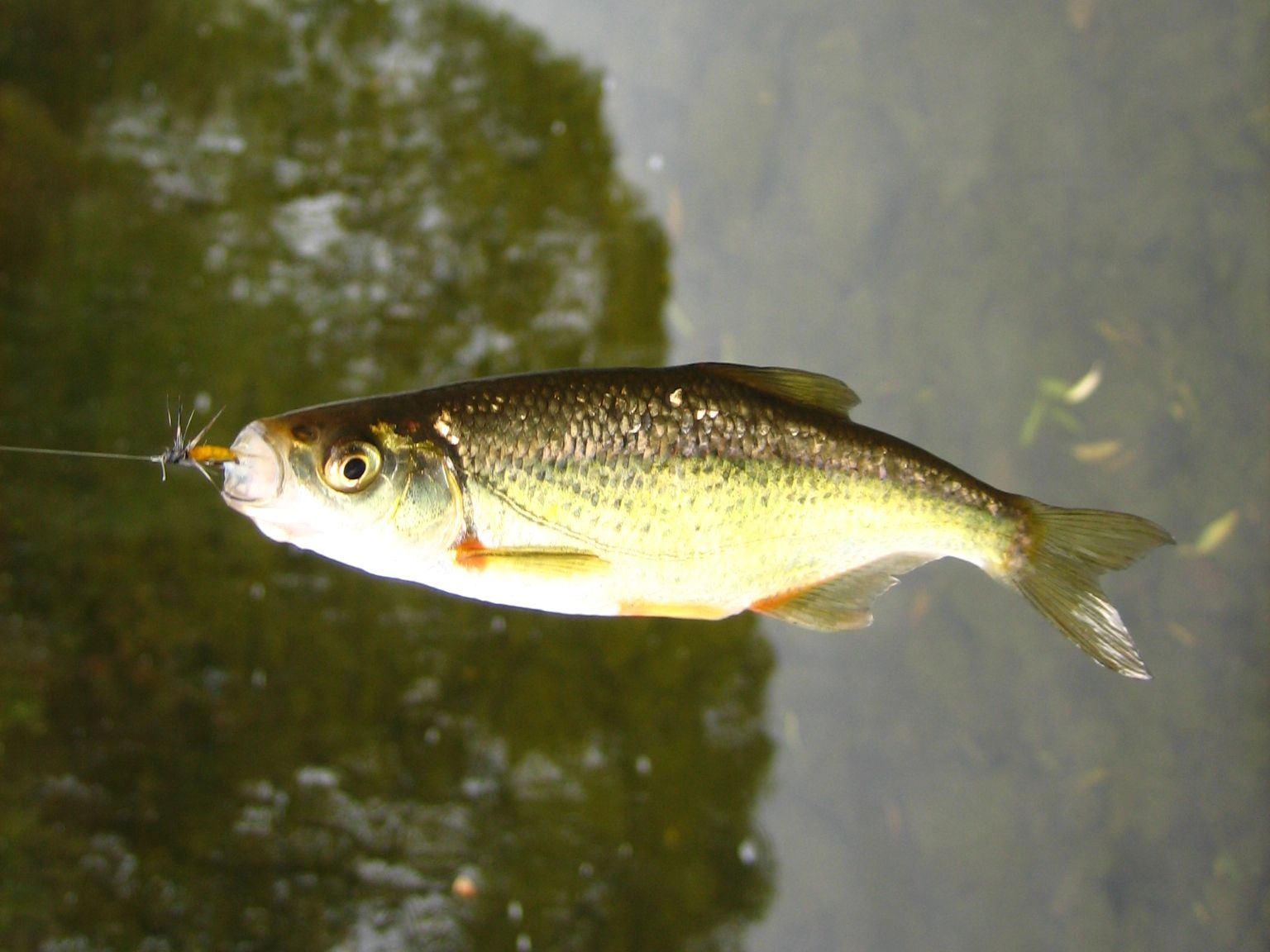
Alburnoides bipunctatus

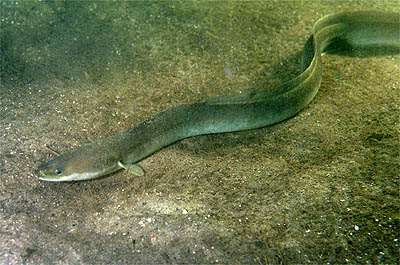
Anguila (Anguilla anguilla)

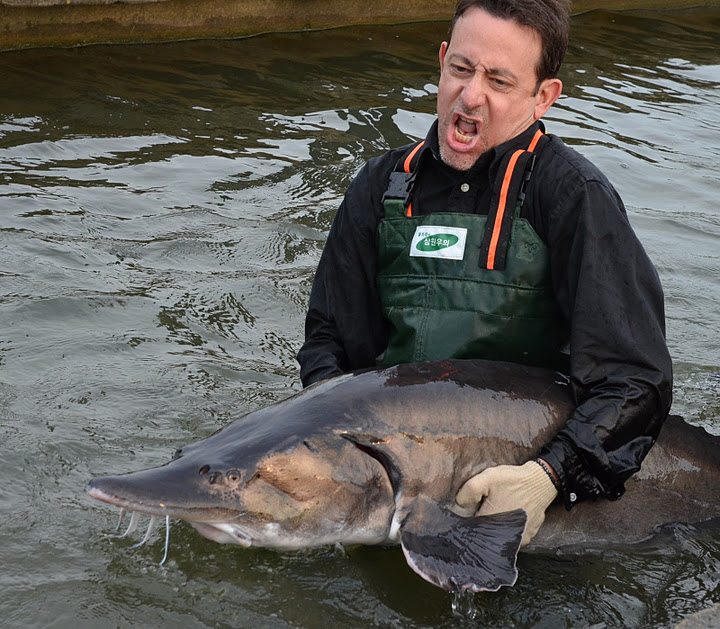
Esturió europeu (Huso huso)

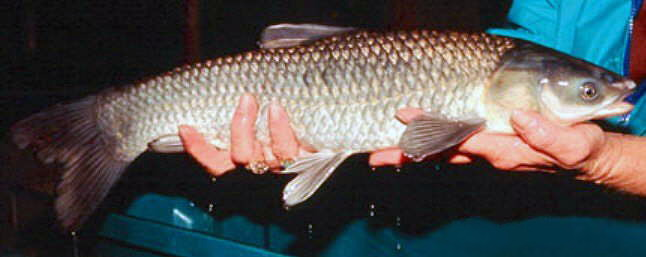
Mylopharyngodon piceus

Aquesta llista de peixos de Moldàvia -incompleta- inclou 61 espècies de peixos que es poden trobar a Moldàvia ordenades per l'ordre alfabètic de llur nom científic.

## A
- Abramis brama
- Acipenser ruthenus
- Acipenser stellatus
- Alburnoides bipunctatus
- Alburnus alburnus
- Alburnus chalcoides
- Anguilla anguilla

## B
- Ballerus ballerus
- Ballerus sapa
- Barbatula barbatula
- Barbus barbus
- Barbus cyclolepis
- Barbus meridionalis
- Benthophilus nudus
- Benthophilus stellatus
- Blicca bjoerkna

## C
- Carassius auratus
- Carassius carassius
- Carassius gibelio
- Chondrostoma nasus
- Cobitis tanaitica
- Cottus gobio
- Cottus poecilopus
- Ctenopharyngodon idella
- Cyprinus carpio

## E
- Esox lucius
- Eudontomyzon mariae

## G
- Gobio gobio

## H
- Huso huso
- Hypophthalmichthys molitrix

## L
- Lepomis gibbosus
- Leucaspius delineatus
- Leuciscus aspius
- Leuciscus idus
- Leuciscus leuciscus

## M
- Misgurnus fossilis
- Mylopharyngodon piceus

## N
- Neogobius melanostomus

## P
- Pelecus cultratus
- Perca fluviatilis
- Petroleuciscus borysthenicus
- Phoxinus phoxinus
- Ponticola kessleri
- Proterorhinus semilunaris
- Pseudorasbora parva
- Pungitius platygaster
- Pungitius pungitius

## R
- Rhodeus amarus
- Romanogobio kesslerii
- Romanogobio uranoscopus
- Rutilus frisii

## S
- Sabanejewia baltica
- Sander lucioperca
- Scardinius erythrophthalmus
- Silurus glanis
- Squalius cephalus

## T
- Thymallus thymallus
- Tinca tinca

## U
- Umbra krameri

## V
- Vimba vimba

## Z
- Zingel zingel[1]